# Psoralea exile
Psoralea exile är en ärtväxtart som beskrevs av Auct. Psoralea exile ingår i släktet Psoralea och familjen ärtväxter. Inga underarter finns listade i Catalogue of Life.